# 克雷格 (內布拉斯加州)
克雷格（英語：Craig）是位於美國內布拉斯加州伯特縣的村。

## 人口
根據2020年美國人口普查的數據，克雷格的面積為0.74平方千米，皆為陸地。當地共有人口202人，而人口密度為每平方千米273人。